# Фенины
Фенины — дворянский род.

Согласно Общему Гербовнику:

Фамилии Фениных многие Российскому Престолу служили разные дворянские службы и жалованы были от Государей в 7157/1649 и других годах поместьями.

## Описание герба
В щите, разделённом на четыре части, в нижней в золотом и серебряном пол изображён зелёный Холм; в верхней части в голубом и красном пол дерево Дуб, переменяющий вид свой на правой сторон в серебро, а на левой в золото. Корень сего Дуба проколот двумя Мечами крестообразно положенными.
Щит увенчан дворянскими шлемом и короной. Нашлемник: три страусовых пера. Намёт на щите голубой, подложенный золотом. Герб рода Фениных внесён в Часть 2 Общего гербовника дворянских родов Всероссийской империи, стр. 121.